# Lilongwe (distrikt)
Lilongwe är ett av Malawis 28 distrikt och ligger i Central Region. Huvudort är Lilongwe.